# نغ موي
نغ موي يقال أنها كانت واحدة من رهبان الشاولين البوذيين — الناجين من تدمير معبد شاولين من قبل أسرة تشينغ.
يقال أنها كانت معلمة في فنون الدفاع عن النفس المختلفة بما في ذلك أساليب الشاولين في ودانغ، نغ ينغ كونغ فو و يوجي أكوان، وأسلوب عائلة يوي في. كما يُنسب إليها الفضل في تأسيس أساليب قتالية (أسلوب نغ موي)، و الوينغ تشون، و أسلوب التنين، و White Crane، و هونغ كوان الأساليب الخمسة.
وقد ارتبطت بمواقع مختلفة، بما في ذلك معبد شاولين إما في خنان أو فوجيان، وجبال وودانغ في هوبي، وجبل إمي في سيتشوان، ومعبد (كرين الأبيض)، وجبال داليانغ على الحدود بين سيتشوان ويوننان، ومواقع إضافية في قوانغشي وقوانغدونغ. وفقا لقصة شعبية، كانت ابنة الجنرال مينغ.

## وينغ تشون
يقال أن نغ موي كانت تقيم وتدرس في دير خنان شاولين . تمكنت من النجاة من تدمير دير الشاولين. (1662 – 1722). هربت إلى معبد وايت كرين. (الذي يقع في جبال داليانغ بين يوننان وسيتشوان ) يقال ان نغ موي شاهدت أفعى تدافع عن نفسها ضد طائر الكركي، أدرجت تحركاتهم في أسلوبها لتشكيل فن قتالي جديد التقت نغ موي بفتاة تبلغ من العمر خمسة عشر تدعى يم وينج تشون والذي حاولت البلطجة المحلية إجبارها على الزواج من شخص. علمت الراهبة نغ موي يم وينج تشون كيف تدافع عن نفسها من خلال تعليمها فنون الدفاع عن النفس من اساليب الشاولين علمتها أسلوب يمكن لـ يم وينج تشون تعلمه بسرعة، واستخدمته دون تطوير ولكنها ربحت القتال، لاحقاً قامت بتطويره. 

## أسلوب التنين
يروي مؤرخو أسلوب التنين الحديث أن راهبة الشاولين نان نغ موي، التي قيل أنها نشأت أسلوب التنين، كانت واحدة من آخر أعضاء المعبد قبل تدميره الأول، والذي يعود تاريخه إلى عام 1570 ( 1982). يوافق معهد شاولين غونغ فو في شمال غرب المحيط الهادئ على تاريخ 1570 لتدمير المعبد ويذكر أن أسلوب التنين تم إنشاؤه في معبد خنان شاولين. 1565.